# Гра кіллера
«Гра кілера» (англ. The Killer's Game) — бойовик з елементами комедії від режисера Дж. Дж. Перрі.
Фільм знято за мотивами одноіменної книги Джея Бонансінги. Головні ролі зіграли Дейв Батіста, Софія Бутелла, Бен Кінгслі, Пом Клементьєв, Террі Крюз, Скотт Едкінс та Даніель Бернгардт. Прем'єра стрічки в Україні відбулася 12 вересня 2024 року. Фільм провалився в прокаті та отримав в основному негативні відгуки. При бюджеті в 30 млн доларів вдалося зібрати лише близько 6 млн.
Зйомки фільму відбувалися в Будапешті в 2023 році.

## Сюжет
Будапешт, Угорщина. Найманець Джо Флад, який працює на організацію під керівництвом літнього Цві, виконує своє чергове завдання в одному із театрів міста. Основними мішенями для Джо є кримінальні ділки та різні погані люди, тому кілер має в якомусь розумінні чисту репутацію, оскільки ніколи не вбивав простих цивільних. Цього разу Джо, практично виконавши свою роботу, відчуває нестерпний головний біль і на якийсь час втрачає концентрацію. Проте пізніше він допомагає танцівниці Мейз Арно покинути будівлю, коли після звуків пострілів почалася масова паніка. Про все що сталося він доповідає Цві, уточнюючи, що він відвідував лікаря і чекає від того на діагноз. Його бос на це відповідає, що Флад має нарешті подумати про себе, а не жити роботою. Таким чином Джо наважується на вечерю з Мейз. Їх відносини стрімко розвиваються, однак кілер продовжує ефективно виконувати нові завдання, залишаючи це в таємниці від дівчини. Зрештою Джо навіть обговорює з Цві можливість виходу на «пенсію», щоб не втягувати Мейз в деталі своєї роботи. Однак все різко змінюється після чергового візиту до лікаря. Той повідомляє Флада, що у нього хвороба Кройцфельда-Якоба і з часом ставатиме тільки гірше, що призведе до смерті через кілька мсяців.
Обдумвши всі можливі варіанти, Джо приходить до висновку, що краще померти, ніж поступово перетворюватися на беспомічне створіння. Він пропонує Цві організувати замовлення на самого себе, проте той відмовляється зробити це. Тому Флад звертається до Антуанетти, батька якої він свого часу ліквідував. Вона також працює на ринку найманих вбивць і погоджується на умови Джо. Для виконання роботи Антуанетта залучає корейську банду та братів Лангос. У розпорядженні Флада залишається всього день, щоб встигнути завершити всі свої справи. Він вирішує піти від Мейз, а з Цві домовляється, щоб той після його смерті віддав дівчині всі його кошти.
Буквально за кілька хвлин до того як підопічні Антуанетти почнуть виконувати свою роботу, Флад отримує повідомлення від свого лікаря, де той перепрошує і повідомляє, що сталася прикра помилка. Здоров'ю Джо нічого не загрожує. Почувши цю інформацію, Флад терміново намагається анулювати замовлення на себе. Однак Антуанетта принципово відмовляється, нагадуючи про смерть свого батька і прагне помсти…

## У ролях
| Актор             | Роль                 |
| ----------------- | -------------------- |
| Дейв Батіста      | Джо Флад             |
| Софія Бутелла     | Мейз Арно            |
| Бен Кінгслі       | Цві                  |
| Пом Клементьєв    | Антуанетта           |
| Даніель Бернгардт | Макс                 |
| Террі Крюз        | Ловедал              |
| Скотт Едкінс      | Ангус Маккензі       |
| Дрю МакІнтайр     | Рорі Маккензі        |
| Люсі Корк         | Джинні               |
| Шайна Вест        | Тоня                 |
| Ділан Моран       | святий отець О'Браєн |

## Відгуки
Станом на січень 2025 року на сайті Rotten Tomatoes фільм тримав рейтинг 47 % на основі 49 відгуків. На сайті Metacritic рейтинг стрічки становить 37 % на основі 9 відгуків.